# Maxhütte (Unterwellenborn)

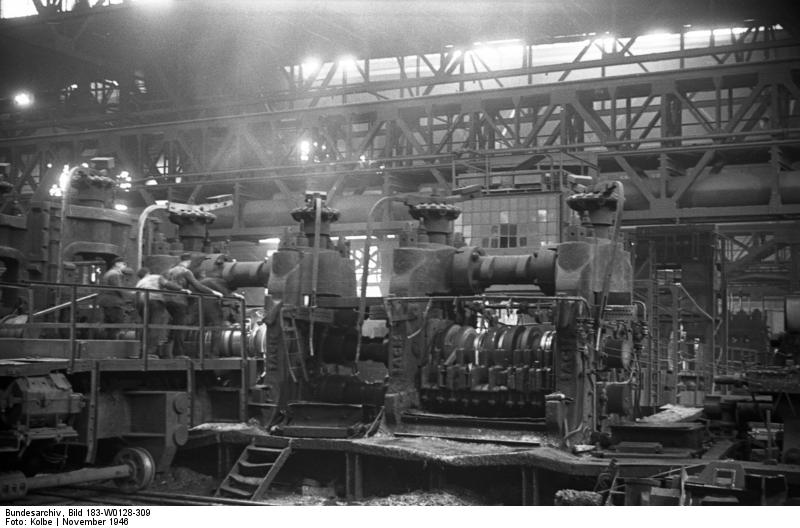
Maxhütte, Walzwerk 1946

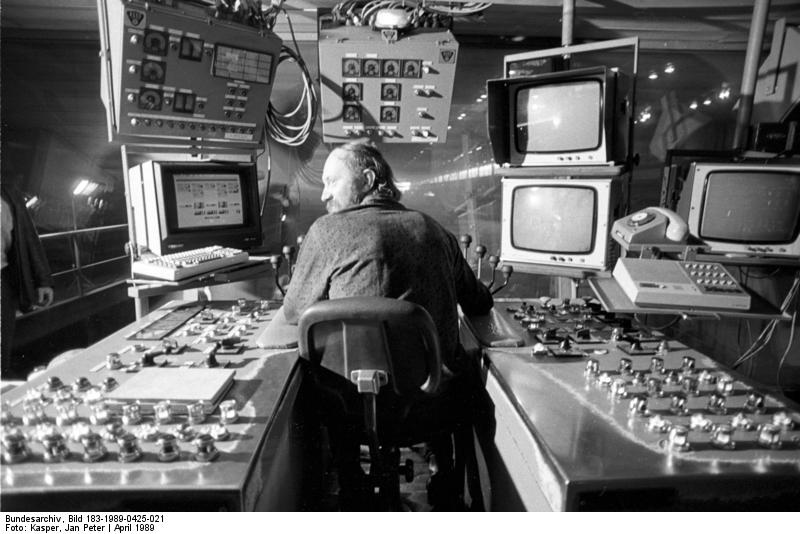
Maxhütte, Walzwerk-Steuerbühne 1989

Die Maxhütte im thüringischen Unterwellenborn war ein Stahl- und Walzwerk, das in der zweiten Hälfte des 19. Jahrhunderts errichtet wurde. Nach mehreren Namens- und Besitzeränderungen ging ihr Betrieb 1992 zu Ende. Seit 1995 existiert das Stahlwerk Thüringen an dieser Stelle.
Der Kulturpalast Unterwellenborn gehörte als früheres Kulturhaus zum damaligen VEB Maxhütte Unterwellenborn.

## Geschichte

### Maxhütte
Die Maxhütte in Unterwellenborn wurde 1872 als Zweigwerk der Maximilianshütte im oberpfälzischen Sulzbach-Rosenberg in Betrieb genommen. Mit der Einstellung der Roheisenproduktion der Königin Marienhütte im sächsischen Cainsdorf bei Zwickau endete 1893 der Blocklieferungsvertrag, den die Maxhütte in Unterwellenborn mit der Königin-Marienhütte in Cainsdorf hatte. Der Generaldirektor der Maxhütte in Rosenberg entschied, auf dem damals zur Gemeinde Lichtentanne gehörigen Areal südwestlich des Zwickauer Hauptbahnhofs ein Stahlwerk mit angeschlossenem Walzwerk zu errichten. Dieses als König-Albert-Werk bekannte Stahlwerk im heute zu Zwickau gehörigen Stadtteil Maxhütte war zwischen 1898 und 1930 in Betrieb. Es wurde mit Roheisen aus Unterwellenborn beliefert. Die drei Konverter wurden nach der Schließung des König-Albert-Werks in Lichtentanne nach Unterwellenborn verlegt.
Von 1921 bis 1946 war das Werk in Unterwellenborn Teil des Flick-Konzerns. Ab 1936 wurde das Werk im Zuge der Kriegsvorbereitungen des NS-Regimes vollständig auf Rüstungsproduktion umgestellt. Während des Zweiten Weltkrieges wurden hier zahlreiche Kriegsgefangene sowie Zwangsarbeiter aus den von Deutschland besetzten Ländern eingesetzt.

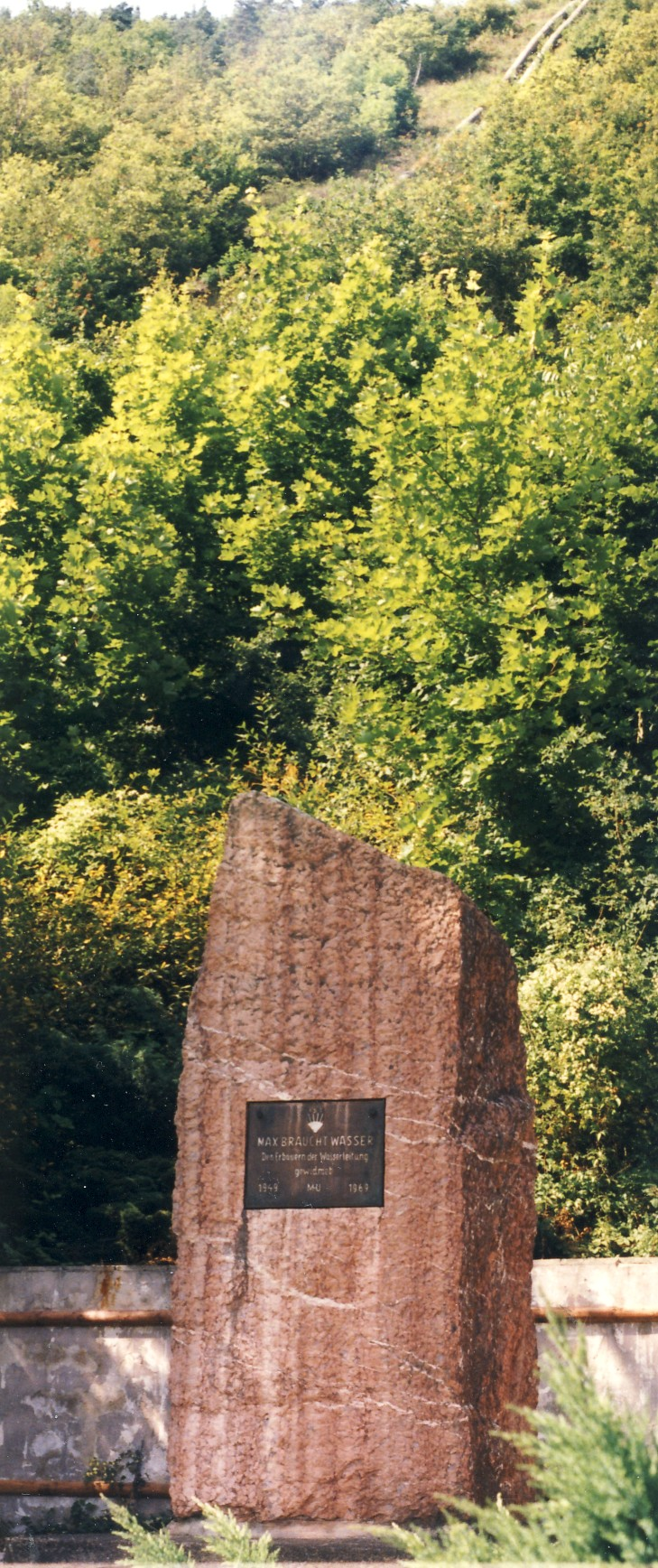
Fernwasserleitung und Gedenkstein zur FDJ-Aktion von 1949, 2010

Am 5. Juni 1946 wurde das Werk enteignet und zunächst als SAG-Betrieb, ab dem 1. Juli 1948 als Volkseigener Betrieb (VEB Bergbau- und Hüttenkombinat Maxhütte) weitergeführt. Ab 1969 gehörten der Betrieb zum Qualitäts- und Edelstahlkombinat. In den Wintermonaten 1948/49 folgten ca. 2700 Jugendliche dem Aufruf der FDJ zu einem Jugendobjekt mit dem Titel Max braucht Wasser! mit dem Ziel des Baus einer fünf Kilometer langen Fernwasserleitung von der Saale zum Werk innerhalb von drei Monaten. Das Kühlwasser wurde dringend für die Produktion benötigt. Da die Arbeitskräfte aufgrund des Mangels an Arbeitsgeräten nicht ausreichten, wurden zusätzlich hunderte Schüler aus den umliegenden Orten als Aufbauhelfer verpflichtet. Später wurde die FDJ-Initiative Max braucht Schrott bzw. Max braucht Knochen ausgegeben. Ersterer fielen auch einige Stahlbauwerke, z. B. ausgediente Eisenbahnbrücken, zum Opfer.
Anfangs war die Maxhütte der einzige Roheisenproduzent in der Sowjetischen Besatzungszone, da die anderen Stahlwerke in Brandenburg an der Havel, Gröditz, Riesa, Hennigsdorf und Freital als Reparationsleistungen für die Sowjetunion abgebaut und abtransportiert worden waren.

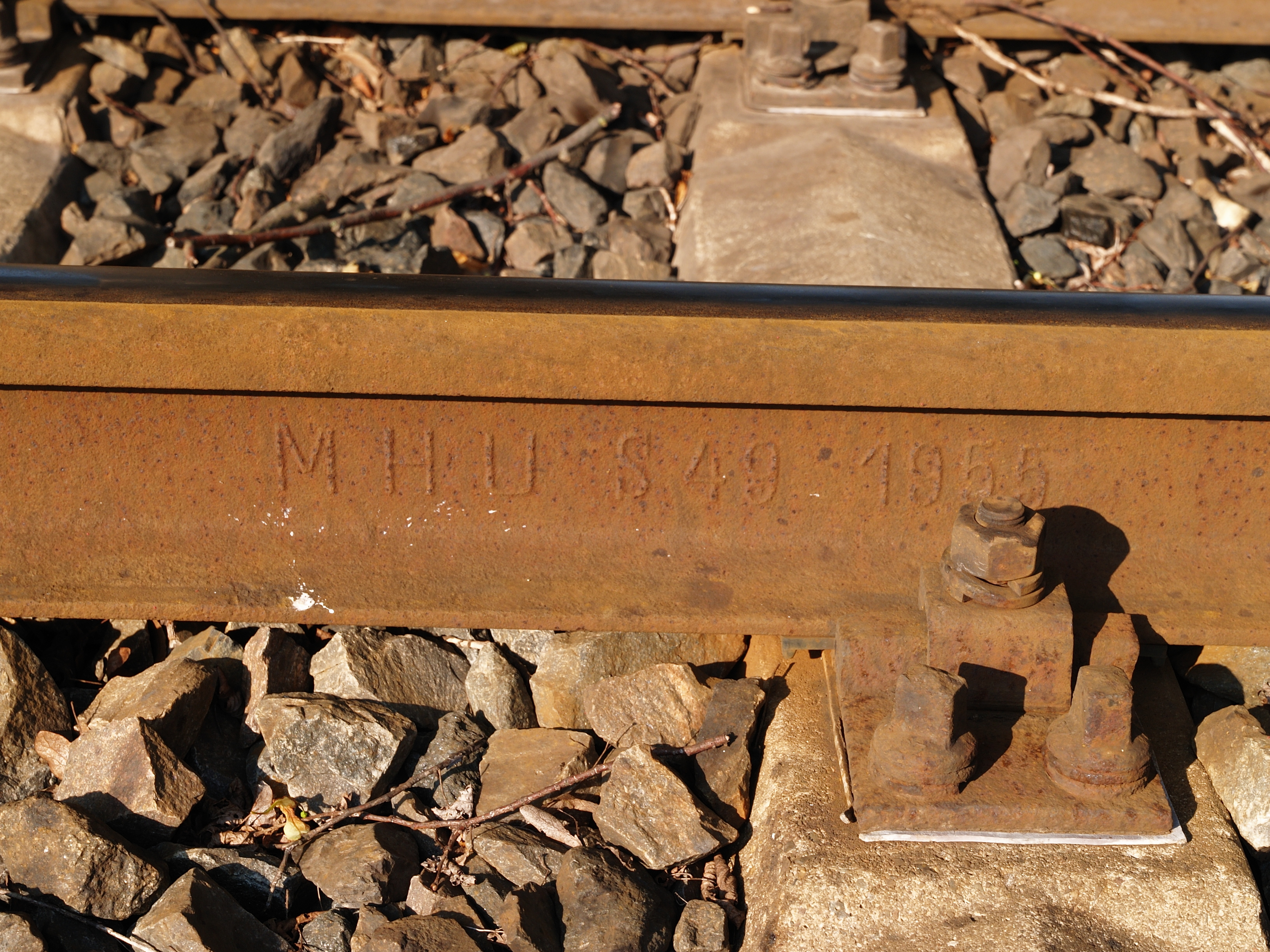
Walzzeichen MHU der Maxhütte Unterwellenborn auf einer Schiene S49 von 1955

In ihrer Spitzenzeit hatte die Maxhütte über 7000 Beschäftigte. Unter anderem wurde hier auch die Eisenbahnschiene S49 für die Deutsche Reichsbahn hergestellt. Bis 1987 gab es in der Nähe des Stahlwerks ein eigens eingerichtetes Haftarbeitslager für Zwangsarbeiter, in dem Straf- und politische Gefangene des DDR-Regimes untergebracht waren. Dort war unter anderem auch der spätere sächsische CDU-Politiker Arnold Vaatz als Zwangsarbeiter.
1987 fand auf Initiative des Verbands Bildender Künstler der DDR eine Aktion Max braucht Kunst statt, an der sich namhafte Künstler beteiligten. Die Maxhütte baute eine Sammlung von ca. 278 Werken der Malerei und Grafik auf, die insbesondere aus Werken gespeist wurde, welche Künstler im Rahmen von Werkverträgen bei ihrer Tätigkeit im Betrieb anfertigten. Die Sammlung gehört jetzt dem Freistaat Thüringen und wird vom Stahlwerk Thüringen verwaltet.
Nach der Wende in der DDR wurde am 1. Juli 1990 aus dem VEB eine GmbH im Besitz der Treuhandanstalt. Nachdem das Betriebsgelände am 17. März 1992 an die Luxemburger Arbed-Gruppe verkauft worden war, wurde am 10. Juli 1992 der letzte Hochofen-Abstich vorgenommen, womit eine 120-jährige Geschichte der Roheisenproduktion beendet wurde.

### Nach der Maxhütte
Am 11. November 1995 ging das neue Elektrostahlwerk mit 650 Beschäftigten in Betrieb, jetzt unter der Bezeichnung Stahlwerk Thüringen GmbH. Seit dem Zusammenschluss mehrerer Stahlhersteller im Jahr 2001 gehörte das Werk zur Arcelor-Gruppe. Die Maxhütte Unterwellenborn selbst wurde im Sommer 1996 aus dem Handelsregister gestrichen.
Im Sommer 2006 ging der neue Mutterkonzern Arcelor in die Mittal-Gruppe des indischen Stahlherstellers Lakshmi Mittal ein.
Aufgrund einer Auflage des Kartellamtes wurde das Stahlwerk Thüringen aus Wettbewerbsgründen im Januar 2007 aber von Mittal wieder verkauft, und zwar für 590 Millionen Euro an die spanische Grupo Alfonso Gallardo. Im Februar 2012 übernahm die brasilianische Companhia Siderúrgica Nacional (CSN) das Werk.

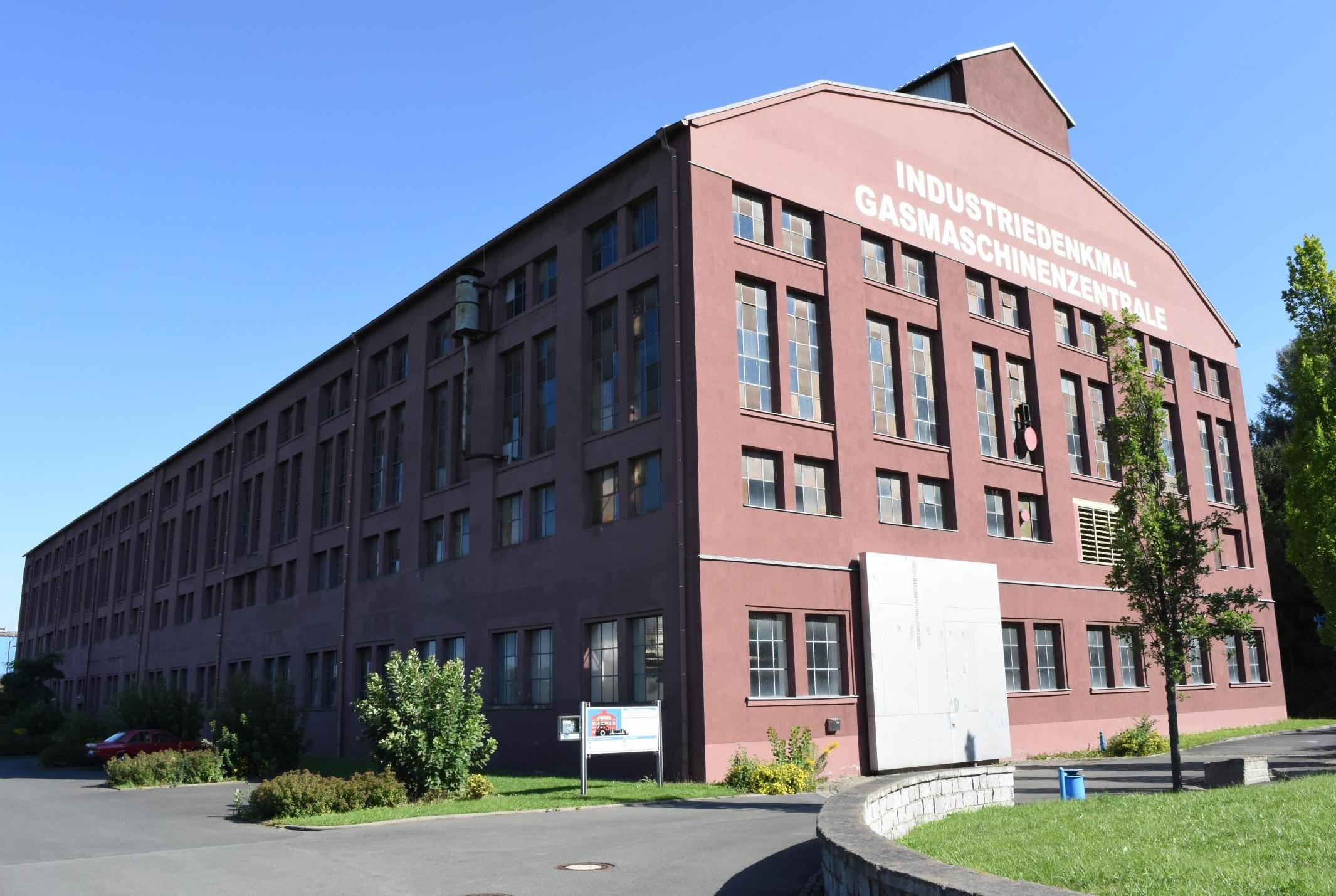
Maxhütte Industriedenkmal Gasmaschinenzentrale in Unterwellenborn, 2017
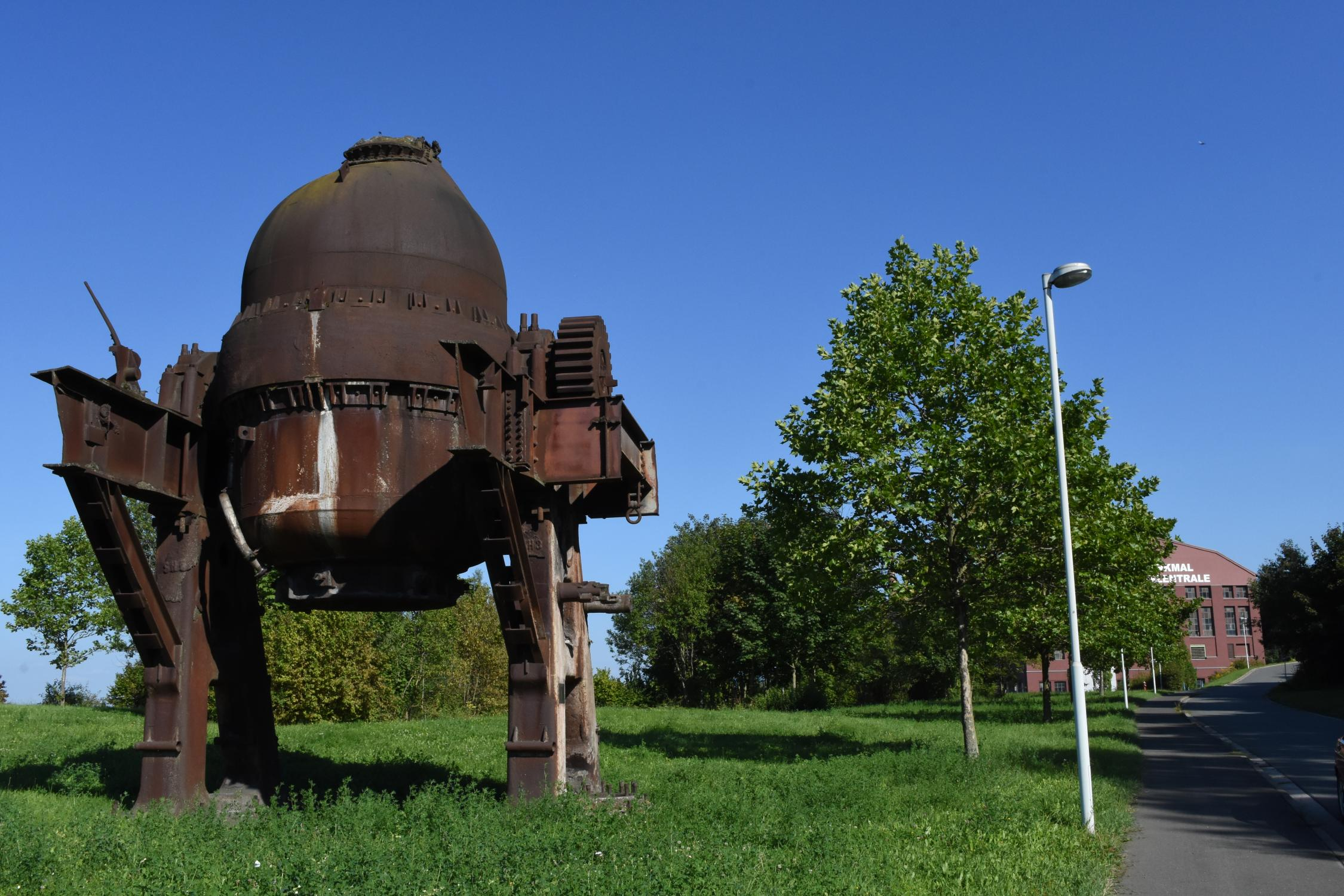
Stahl-/Sauerstoff-Konverter nach dem OBM-Verfahren (Sauerstoffbodeneinblasung) – verwendet von 1974 bis 1992 in der Maxhütte, 2017
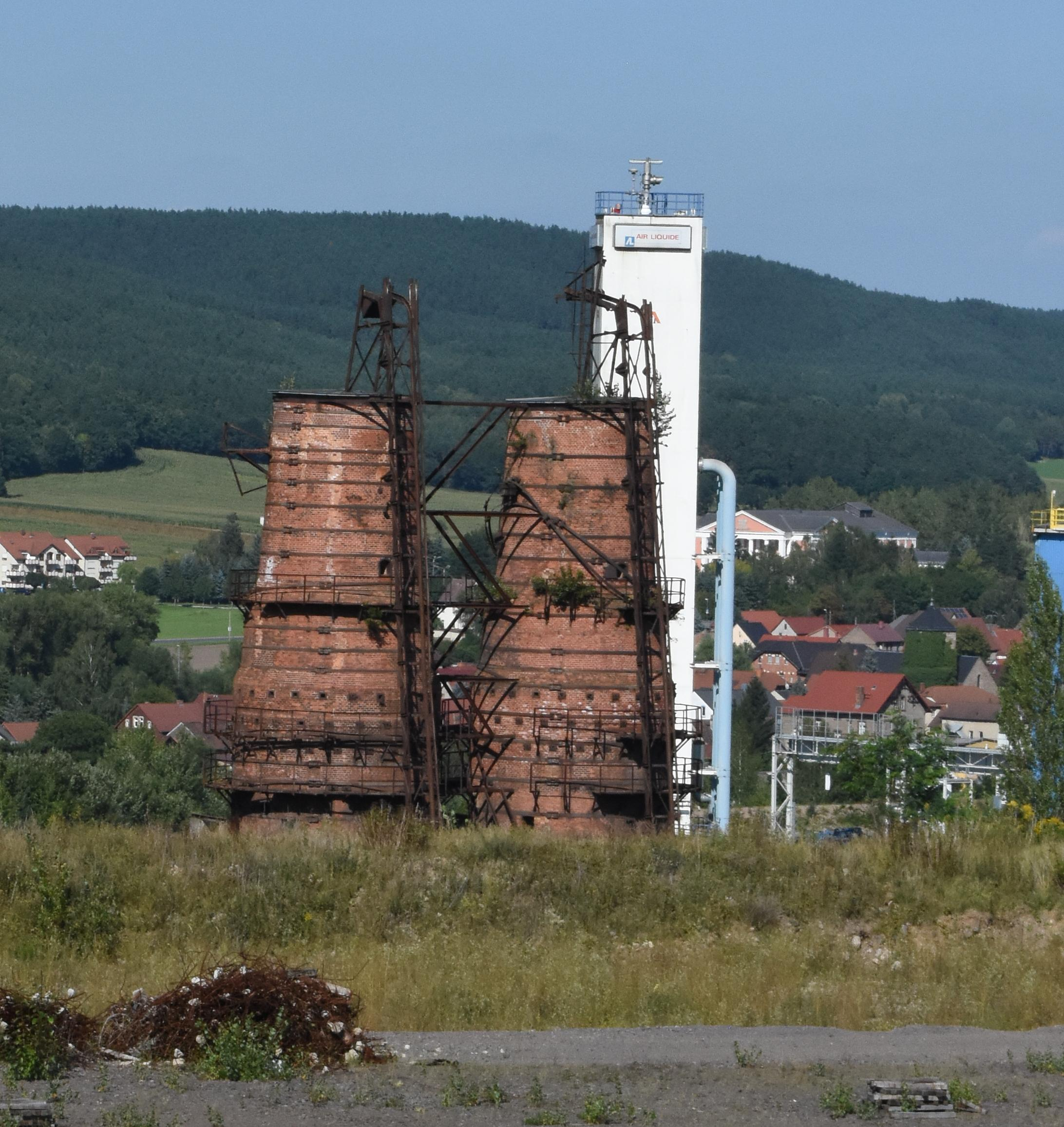
Maxhütte Röstöfen, die letzten beiden, 2017